# 褐脉楼梯草
褐脉楼梯草（学名：Elatostema brunneinerve）是荨麻科楼梯草属的植物，为中国的特有植物。分布于中国大陆的广西等地，生长于海拔1,300米的地区，多生在石灰山山坡林下，目前尚未由人工引种栽培。